# Charles Petitjean
Pour les articles homonymes, voir Petitjean.
 (février 2020).
 (octobre 2020).
Charles Petitjean, né le 2 juillet 1934 à Luttre, est un homme politique belge.
Il est le fondateur et le président du microparti politique Front Wallon.

## Biographie

### Enfance et formation
Charles Petitjean est le fils d'un résistant et d'une mère reconnue « Juste parmi les nations » par l'Institut Yad Vashem pour avoir sauvé des Juifs durant la Seconde Guerre mondiale. Il est breveté en assurances de l'IHEC (1960), lorsqu’il entame sa carrière professionnelle comme inspecteur aux AG[Quoi ?].
Au lendemain de son service militaire, il accède à la présidence régionale de Luttre du Parti Libéral. Remarqué par le président du parti, Roger Motz, il devient le secrétaire général des Jeunesses libérales de Belgique.

### Carrière
En 1964, il devient bourgmestre de Luttre-Liberchies et Conseiller provincial. À la fusion des communes, il est élu bourgmestre de Pont-à-Celles.
En 1967, il est élu président des Jeunesses Libérales de Belgique.
Il est élu député fédéral de l'arrondissement de Charleroi et réélu en 1985. En 1985, le conseil national du PRL le désigne pour être secrétaire d’État à la coopération.
De 1981 à 2004, il est consul honoraire de Tunisie nommé par le président Bourguiba.

### Adhésion au Front national
Il est élu député wallon de la circonscription de Charleroi en 2004, sur les listes du Front national. Il occupe jusque juin 2009 ce siège de député au Parlement wallon, et au Parlement de la Communauté française. En juillet 2004, il préside  l'installation de la nouvelle mandature tant au Parlement de la Fédération Wallonie-Bruxelles qu'au Parlement Wallon.
En mai 2009, il n'est pas repris sur la liste du FN, tant comme tête de liste à la Chambre (arrondissement de Charleroi) que pour la liste européenne, à la suite d'une accusation de harcèlement sexuel et moral d'une attachée parlementaire. Cette accusation se révélera fausse par la suite. L'accusatrice sera condamnée.
Il est réélu conseiller communal, comme candidat Front national, en 2006. Il siège comme conseiller communal depuis 1965. En septembre 2007, il a été appelé à la présidence de la Fédération des nationalistes wallons (FNW).
Quand Marine Le Pen interdit l'utilisation du sigle, la FNW devient FW (Front Wallon). Aujourd'hui[Quand ?] il préside le parti Front Wallon né de la fusion de Défi Libéral et de la FNW. Front Wallon sera présent aux élections de Mai 2014[réf. nécessaire]. Le Front Wallon se situe à droite sur l'échiquier politique.

## Polémiques

### Soupçonné d'utilisation illégale de l'image du Parlement wallon
Durant l'été 2006, il a utilisé l'image du Parlement wallon, dont il était membre, dans le cadre de sa campagne électorale en vue des élections communales du mois d'octobre de la même année. Le bureau du Parlement wallon a estimé que le député Petitjean avait respecté les règles. Il n'a jamais été sanctionné.[réf. souhaitée]

### Soupçonné de mariage blanc
Depuis août 2009, les autorités communales de Pont-à-Celles le soupçonnent de vouloir organiser un mariage blanc. Charles Petitjean aurait tenté d'obtenir, auprès de l'office des étrangers de sa commune, qu'une citoyenne marocaine le rejoigne sur le territoire belge. 
L'affaire est transmise par le bourgmestre de Pont-à-Celles au Parquet de Charleroi. 
Il n'a jamais été inculpé car cette information ne repose sur aucun document probant et jamais aucune demande n'a été diligentée vers l'Office des étrangers.[réf. nécessaire]
Cette dame avait un visa de trois ans, elle travaillait pour une firme belge soutenue par la Région Wallonne.

### Poursuivi et acquitté en1reinstanceet en appel pour harcèlement sexuel et infractions à la législation sur le travail
Fin octobre 2009, il est inculpé pour diverses infractions à la législation sur le travail (mises à disposition illégales de personnes, non-respect de la loi relative au bien-être des travailleurs et de la loi concernant la sécurité sociale des travailleurs), harcèlement moral et sexuel. 
L'auditorat du travail réclame son renvoi devant le tribunal correctionnel,.
Début octobre 2010, la chambre du conseil de Charleroi estime qu'il y avait des charges suffisantes à l'encontre de Charles Petitjean et Patrick Sessler pour justifier leur renvoi devant le tribunal correctionnel. 
Tous deux sont inculpés pour infractions à la législation du travail. L'inculpation pour harcèlement moral et sexuel est également retenue à l'encontre de Charles Petitjean. 
Charles Petitjean est blanchi de ces accusations le 22 mars 2011 par la 7e Chambre du Tribunal de 1re instance de Charleroi qui l'acquitte, de même que Patrick Sessler,.
L'auditorat du travail ayant interjeté appel, ainsi que la partie civile, l'affaire est ré-examinée cette fois par la Cour d'appel de Mons. 
Fin 2014, cette juridiction a confirme le jugement du tribunal correctionnel de Charleroi. Charles Petitjean est totalement blanchi des accusations portées contre lui. Une plainte est ouverte contre l'accusatrice pour dénonciation calomnieuse dans l'intention de nuire[réf. nécessaire].

### Mis en cause à la suite d'une plainte de son épouse
Il a été déféré au parquet le 26 décembre 2010 à la suite d'une plainte de son épouse. Il aurait porté contre elle des coups ayant nécessité son hospitalisation, à leur domicile conjugal de Pont-à-Celles, durant la nuit de Noël 2010. Par arrêt de la Cour d'Appel de Mons du 2 octobre 2017, Charles Petitjean a été blanchi et la plaignante condamnée aux frais de justice.[réf. nécessaire]